# 제일풍경채
제일풍경채는 대한민국의 아파트 브랜드이다. 전라남도 화순군에 본사를 두고 있는 기업이다.

## 설명
제일풍경채는 제일건설의 자회사로 운영되는 기업이자 브랜드이다. 제일풍경채는 한국토지주택공사와 지역주택조합의 관리하에 운영되고 있으며 오피스텔, 기업형 관리주택, 공공임대리츠, 도시형 생활주택, 연립주택, 공동주택의 방식으로 지어지게 된다. 수도권을 비롯한 대구광역시, 광주광역시, 세종특별자치시, 울산광역시에 제일풍경채란 이름을 가진 아파트들이 존재한다. 이외에도 강원특별자치도의 원주시, 충청북도의 청주시, 충주시, 제주특별자치도의 제주시, 전북특별자치도의 전주시, 익산시, 군산시, 전라남도의 목포시, 나주시, 여수시, 무안군, 장성군, 경상북도의 경산시, 경상남도의 진주시, 양산시, 창원시, 밀양시에 제일풍경채의 이름을 가진 아파트들이 존재한다.

## 같이 보기
- 아파트
- 공동주택
- 제일건설